# Koreaanse gedemilitariseerde zone
De Koreaanse gedemilitariseerde zone (Engels: Demilitarized Zone of Korea, DMZ) is een bufferzone tussen Noord- en Zuid-Korea. Het is een grensbarrière, een soort IJzeren Gordijn zoals dat tijdens de Koude Oorlog in Europa bestond: aan weerszijden van de streng bewaakte grens staan de Noord- en Zuid-Koreaanse legers klaar om zich te verdedigen tegen de vijand. De grens is 248 kilometer lang. De DMZ is vier kilometer breed. In de zone bevinden zich vele landmijnen.

## Geschiedenis
De geschiedenis van de DMZ begint aan het einde van de Koreaanse Oorlog. De oorlog eindigde in 1953 met een wapenstilstand. Geen van de partijen had veel terrein gewonnen of verloren: de nieuwe grens lag ongeveer op dezelfde plaats als de oorspronkelijke grens, die langs de 38e breedtegraad was getrokken. De onderhandelingen voor de wapenstilstand vonden plaats in Panmunjeom, aan de noordzijde van de huidige grens.
Aan weerszijden van de grens werden zeer veel troepen gestationeerd: Noord-Koreaanse aan de ene kant, Zuid-Koreaanse en Amerikaanse troepen aan de andere kant. Een gereduceerd Amerikaans leger is tot op de dag van vandaag nog gestationeerd in Zuid-Korea, maar is niet meer zo prominent aanwezig als in de tijd toen de Koude Oorlog op zijn hoogtepunt was.

## Grensovergangen
Vlak bij Panmunjeom kruist één "autosnelweg" (de Aziatische weg 1) de grens. De naam is betrekkelijk, omdat in werkelijkheid vrijwel niets of niemand de grens kan oversteken en omdat er in Noord-Korea vrijwel geen autoverkeer is. Aan de noordzijde staan vlak voor de grens symbolisch wegwijzers naar Seoel.
Bij Panmunjeom kruist ook een spoorweg de grens. De lijn is decennialang buiten gebruik geweest, kwam begin 21e eeuw weer in gebruik, onder meer voor Zuid-Koreaanse voedselhulp aan Noord-Korea, maar werd in april 2013 weer gesloten na politieke spanningen.
Op de grensovergang is een soort plein waar een aantal blauwe barakken staan waar onderhandelingen tussen de twee landen plaatsvinden. Dit is de zogenoemde Joint Security Area (JSA), waar in theorie beide partijen gezamenlijk de veiligheid bewaken. In werkelijkheid blijven de partijen, sinds een aantal incidenten, aan hun eigen kant van de grens. Alleen de in de DMZ gestationeerde Zwitserse en Zweedse troepen kunnen de grens kruisen. De barakken kunnen door toeristen vanaf zowel de noord- als de zuidzijde bezichtigd worden.
Aan de noordelijke kant zijn grote letters te zien in de heuvels met teksten zoals: "Ons systeem is het beste" en "Dood aan Amerika". Aan beide kanten van Panmunjeom staan enorme vlaggenstokken (tot 2010, de hoogste ter wereld, ruim 100 meter, de Noord-Koreaanse zijn iets hoger dan de Zuid-Koreaanse) met eveneens enorme nationale vlaggen (wederom zijn de Noord-Koreaanse iets groter dan de Zuid-Koreaanse).
Tevens waren er van beide zijden grote luidsprekers hoorbaar waaruit 20 uur per dag propaganda werd uitgezonden. Deze uitzendingen werden in 2004 na een akkoord opgeschort. In mei 2010 besloot Zuid-Korea echter de uitzendingen te hervatten, nadat duidelijk was geworden dat een dodelijk incident kort daarvoor met een onderzeeër van dat land was veroorzaakt door een Noord-Koreaanse torpedo. Het Noorden dreigde daarop de luidsprekers te zullen beschieten.

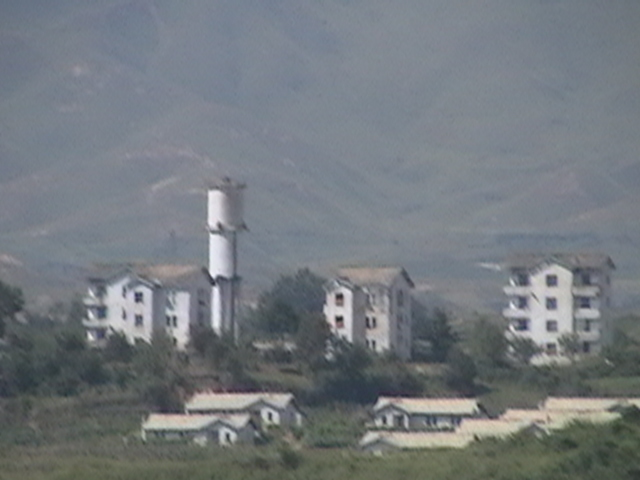
Kijŏng-dong in Noord-Korea, gezien vanuit Zuid-Korea

## Vredesdorpen
Zowel Noord-Korea als Zuid-Korea onderhouden vredesdorpen in het zicht van de andere kant van de DMZ. 
In het zuiden wordt Daeseong-dong beheerd onder de voorwaarden van de DMZ. Dorpelingen worden geclassificeerd als burgers van Zuid-Korea, maar zijn vrijgesteld van het betalen van belastingen en andere burgerlijke vereisten, zoals militaire dienst. 
In het noorden is Kijŏng-dong voorzien van een reeks felgekleurde, uit meerdere verdiepingen bestaande, gegoten betonnen gebouwen en appartementen met elektrische verlichting. Deze kenmerken vertegenwoordigen een ongekend niveau van luxe voor de Noord-Koreanen op het platteland in de jaren 1950. 
De stad is zo georiënteerd dat de helderblauwe daken en witte zijkanten van de gebouwen naast de enorme vlaggenstok de opvallendste kenmerken zijn vanaf de andere kant van de grens. Onderzoek met moderne telescopische lenzen heeft echter tot de conclusie geleid dat de gebouwen betonnen constructies zijn zonder vensterglas of zelfs binnenkamers. Met verlichting die aan en uit gaat op voorgeprogrammeerde tijden en trottoirs die leeg worden geveegd door verzorgers wordt een poging gedaan om de illusie van activiteit te behouden.

## Incidenten
Er vond een aantal incidenten plaats bij de JSA in het verleden; in 1976 het zogenaamde Axe-murder-incident, waarbij twee Amerikaanse officieren door Noord-Koreaanse grenswachten met bijlen werden vermoord, te zien op de beveiligingscamera's. De bewuste bijl wordt in het Noord-Koreaanse museum bij Panmunjeom bewaard als een soort trofee. Ook waren er enkele overlopers, tijdens bezoeken van Russische toeristen aan de noordelijke kant, waarna vuurgevechten uitbraken tussen de grenswachten met enkele doden tot gevolg.
Langs de grens zijn ook enkele door Noord-Korea gegraven tunnels ontdekt. De grootste kon een militaire divisie per uur van het noorden naar het zuiden verplaatsen. Tijdens het onderzoeken van een van de tunnels kwam een Amerikaanse officier om door een boobytrap. Noord-Korea verklaarde dat het tunnels voor kolenmijnbouw waren, ondanks de afwezigheid van steenkool in de omgeving. Zuid-Korea vermoedt dat er nog tien dergelijke tunnels gegraven zijn onder de DMZ.
Op 18 juli 2023 rende Travis King, een Amerikaanse militair, in burger en als onderdeel van een groep toeristen, tijdens een rondleiding aan de Zuid-Koreaanse kant van de JSA, plotseling de grens over, waarna hij op Noord-Koreaans grondgebied werd afgevoerd.